# Désirée Artôt

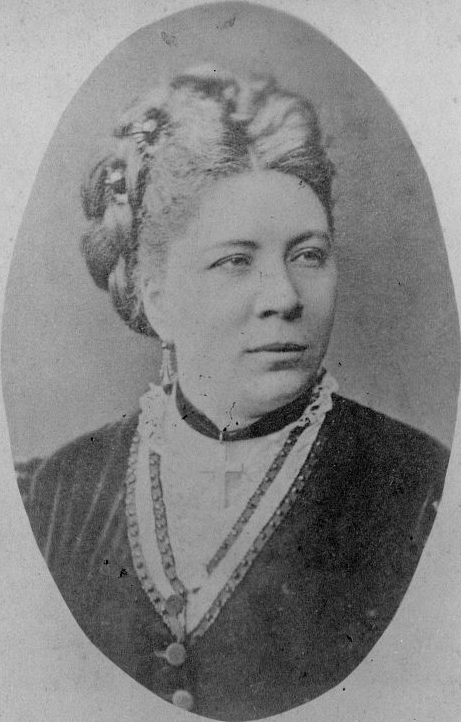
Désirée Artôt

Désirée Artôt (Parigi, 21 luglio 1835 – Berlino, 3 aprile 1907) è stata un mezzosoprano belga, figlia del compositore Jean-Désiré Montagney, detto Artôt.

## Biografia
Allieva di Pauline Viardot, svolse la sua carriera artistica cantando nei teatri d'opera di Belgio, Paesi Bassi ed Inghilterra. Meyerbeer la scritturò, nel 1858, per cantare in Le Prophète all'Opéra de Paris.
Ella ebbe una relazione sentimentale con Pëtr Il'ič Čajkovskij, fino a progettare un matrimonio che non si realizzò mai; sposò invece, in maniera inattesa, cogliendo di sorpresa lo stesso Čajkovskij, il baritono spagnolo Mariano Padilla y Ramos, sette anni minore di lei, da cui ebbe la figlia Lola.
Čajkovskij compose per lei la Romanza per piano.